# IC 3340
IC 3340 је спирална галаксија у сазвјежђу Береникина коса која се налази на листи објеката дубоког неба у Индекс каталогу.
Деклинација објекта је + 16° 50' 39" а ректасцензија 12h 26m 32,6s. Привидна величина (магнитуда) објекта IC 3340 износи 14,7 а фотографска магнитуда 15,5. IC 3340 је још познат и под ознакама MCG 3-32-37, CGCG 99-52, VCC 918, IRAS 12240+1707, PGC 40708.